# 习近平新时代中国特色社会主义思想学生读本
《习近平新时代中国特色社会主义思想学生读本》是一本面向大中小学生编写的政治教材，包括小学低年级、小学高年级、初中、高中、大学共5册，旨在推动中国大中小学思想政治课一体化建设，读本根据不同学段学生的接受能力来呈现内容，不断深化，螺旋上升。教育部“习近平新时代中国特色社会主义思想研究中心”和北京大学、清华大学、中国人民大学“习近平新时代中国特色社会主义思想研究院”参与了读本编写。2021年秋季学期开始，全国各地中小学开始使用《读本》。2022年秋季开学，该读本成为中国全国范围内统一使用的新教材。
清华大学马克思主义学院院长艾四林担任《读本》编委会主任。北京师范大学哲学学院教授吴玉军担任小学低年级分册主编，北京大学马克思主义学院副院长陈培永担任小学高年级分册主编，清华大学马克思主义学院教授肖贵清担任初中分册主编，中国社科院马克思主义研究院副院长林建华担任高中分册主编，中国人民大学马克思主义学院秦宣教授担任大学分册主编。
该《读本》作为大中小学学生的重要必修内容。全套共5册，小学三年级、小学五年级、初中二年级、高中一年级、大学各1册。
中共领导人的思想主张一直有被编入中国大陆的中小学教材的传统，开国之君毛泽东的作品从中共建国至今一直被中国文科教材奉为经典，但专门把党魁的思想写成一本教材，设立一门必修课，习思想还是中共历史上的第一次。

## 课程介绍

### 小学低年级读本
共6讲，图文并茂，注重讲故事，埋下爱党爱国爱社会主义的种子，从小立志听党话、跟党走，自觉践行社会主义核心价值观。 章节标题包括“党和人民心连心”，“习近平爷爷心系人民群众”，“我有一个梦想”，“我们是共产主义接班人”，“习近平爷爷对我们的期望”，“扣好人生第一粒扣子”等。

### 小学高年级读本
共14讲，这一册的特点是每一讲、每一节的标题都是习近平爷爷讲过的“金句”，都饱含深意。章节标题有“伟大事业都始于梦想”，“办好中国的事情关键在党”，“打铁必须自身硬”，“众人的事情有众人商量”，“立规矩、讲规矩、守规矩”，“人无精神则不立，国无精神则不强”，“蛋糕做大了同时要分好”，“和平需要保卫”，“人类是一个休戚与共的命运共同体”，“爆我们的星球建成和睦的大家庭”等。

### 初中读本
共8讲，围绕“八个明确”布局，涵盖治国方略、战略保障、外部条件和政治保障等内容，认识中国特色社会主义，强化学生做社会主义建设者和接班人的思想意识。注重可读性，引用了大量习近平总书记在讲话、文章中使用的“金句”。如：在统筹推进“五位一体”的总体布局中，对生态文明建设的描述采用“干净的水、清新的空气、优美的环境”这样通俗易懂的表述，文字具有画面感。章节标题有“中华民族伟大复兴的中国梦”，“中国特色社会主义进入新时代”，“五位一体和四个全面”，“强国必须强军”，“携手构建人类命运共同体”，“党中央是坐镇中央的帅”等。

### 高中读本
共8讲，在高中思想政治教科书基础上，从理论层面引领学生从八个方面重点理解习近平新时代中国特色社会主义思想，刻骨铭心进头脑，用党的理论创新最新成果武装教育亿万名学生，感受习近平总书记的人格魅力、家国情怀，牢记习近平总书记的殷切嘱托，增强“四个自信”，培养爱党爱国爱社会主义的接班人。章节标题包括“新时代孕育习近平新时代中国特色社会主义思想”，“全面建设社会主义现代化国家”，“坚持和加强党的全面领导”，“统筹推进五位一体”，“协调推进四个全面”，“增强四个意识，做到两个维护”，“推动共建一带一路”，“携手构建人类命运共同体”等。

### 大学读本
包括导论、结语和12章正文。本读本以党的十九大及历次全会精神为指导，依托《习近平谈治国理政》等权威著作，系统阐释习近平新时代中国特色社会主义思想的核心要点，包括立论基础、主题主线、理论贡献及战略布局等，结合新时代大学生思想实际，强化问题意识，注重释疑解惑。章节标题包括“引领时代的科学理论”，“逻辑严密的科学体系”，“独特鲜明的理论品质和思维方法”，“与时俱进的思想旗帜和行动指南”，“新时代我国社会主要矛盾”，“五位一体总体布局和四个全面战略布局”，“实现中华民族伟大复兴的中国梦”，“坚持和加强党的全面领导”，“增强四个意识，坚定四个自信，做到两个维护”，“江山就是人民，人民就是江山”，“中国开放的大门只会越开越大”，“推进供给侧结构性改革”，“绿水青山就是金山银山”，“祖国统一是中华民族伟大复兴的必然要求”，“携手构建人类命运共同体”，“青年时祖国的未来，民族的希望”等。

## 评价

### 正面
华东师大闵行永德实验小学丁丽莉老师分享对《读本》的感受，“第一次翻开小学高年级读本，我就被生动鲜活的故事和设计精美的页面深深地吸引。通俗易懂的语言、直观形象的画面，把孩子的心牢牢抓住了！” 
国家教材委员会办公室主任、教育部教材局局长田慧生评价《读本》说，“用心打造培根铸魂、启智增慧的精品教材，为培养德智体美劳全面发展的社会主义建设者和接班人、建设教育强国作出新的更大贡献。”

### 负面
《北京之春》荣誉主编胡平在接受自由亚洲电台采访时针对习思想进课堂表示，“这当然是最狂妄、最可笑、最可恶的想法，要把自己的思想，从小就强加给人民，这是最坏的做法。”